# هنتر غودوين
هنتر غودوين (بالإنجليزية: Hunter Goodwin)‏ هو لاعب كرة قدم أمريكية أمريكي، ولد في 10 أكتوبر 1972 في بيلفيل في الولايات المتحدة.